# Watertoren (Assen Rolderstraat)
De watertoren aan de Rolderstraat in Assen is gebouwd in 1897 door NV Asser Bronwaterleiding en werd ontworpen door J.P. Hazeu. De toren had een hoogte van 40 meter en een waterreservoir van 190 m³.
De toren werd tevens gebruikt als openbare badinrichting. In 1961 werd de toren gesloopt, omdat zij in slechte staat verkeerde en het reservoir te klein geworden was voor Assen. Hierna werd er aan de Troelstralaan een nieuwe watertoren gebouwd.
Assen 
(Troelstralaan en Rolderstraat) ·
Coevorden ·
Hoogeveen ·
Meppel ·
Zuidlaren